# Zuni
Os Zuni (ou Zunhi, ou Ashiwi) são uma tribo nativa norte-americana, e um dos chamados povos pueblo, a maioria deles vivendo no povoado de Zuni Pueblo (Novo México), no oeste do estado do Novo México. O povoado fica 55 quilômetros ao sul da cidade de Gallup e tem uma população de 12 mil pessoas (80% descendentes de nativos norte-americanos).  
Os zunis falam a língua zuni, uma língua única, não relacionada a nenhum outro Povo pueblo. Os membros da tribo continuam a praticar sua religião, com seus ritos sagrados. Uma feira zuni acontece no terceiro fim-de-semana de agosto. 
Acredita-se que os zuni são descendentes dos antigos Povos Pueblo, que moravam nos desertos do Novo México, Arizona, sul do Colorado e Utah.

## Índices Demográficos
Em 2000, 10 228 pessoas eram pertencentes à tribo Zuni. De acordo com o censo de 2000, eram aproximadamente 7 790 com o Código de Endereçamento Postal nas reservas Zunis, com 7 619 vivendo em áreas do povo ou em Black Rock (Novo México). As estimativas tribais para todas as reservas vão de 10 000 a 12 000 pessoas, com mais de 80% delas sendo nativas americanas. Quase metade, ou 43% da população, vive abaixo da linha da pobreza como definido pelos padrões de renda dos Estados Unidos. E, em 2010, 538 Zunis viviam no Arizona.

## História

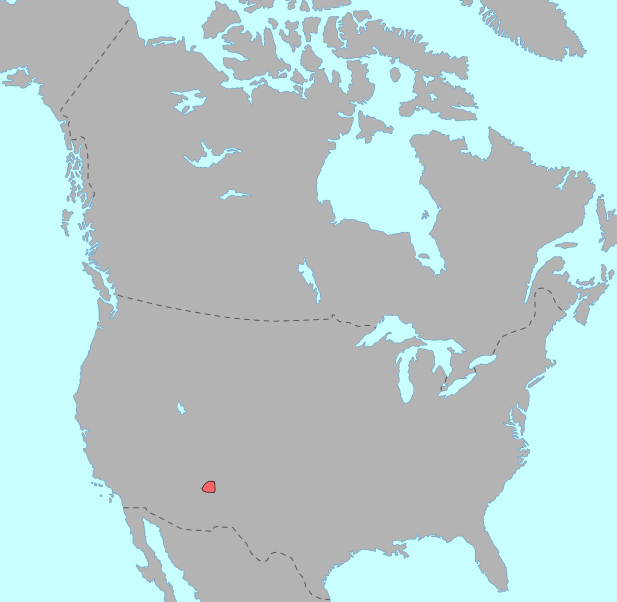
Onde se fala a língua Zuni (ponto em vermelho)

A arqueologia sugere que os Zunis foram fazendeiros em sua localização atual há três mil ou quatro mil anos atrás. A agricultura de irrigação dos Zunis começou há três mil anos. Mais recentemente, a cultura Zuni se relacionou com a Cultura Mogollon e com a cultura Anasazi, que viveram nos desertos do Novo México, Arizona, Utah, e no sul do Colorado por mais de dois milênios. A "vila do grande kiva" perto do povo Zuni contemporâneo foi construído no século XI.  A região Zuni, portanto, era habitada apenas por pequenas áreas agrícolas até o século XII quando a população e o tamanho dos assentamentos começou a crescer. No século XIV, os Zunis habitavam uma dúzia de povoados totalizando entre 180 e 1 400 metros quadrados. Todos esses povoados, exceto Zuni, foram abandonados nos anos de 1400. Nos duzentos anos seguintes, nove grandes povoados foram construídos. Eram as "nove cidades de Cibola" adquiridas pelos exploradores espanhóis. Em 1650, existiam apenas seis vilas Zunis.
Em 1539, o mouro escravizado Estevanico participou da expedição espanhola de Marcos de Niza. Os Zunis o consideraram um espião e o mataram. Esse foi o primeiro contato espanhol com qualquer pessoa dos povos Pueblo. Francisco Vásquez de Coronado viajou cruzando o povo Zuni. Os espanhóis construíram uma missão em Hawikuh em 1629. Os Zunis tentaram expulsar os missionários em 1632, mas os espanhóis construíram outra missão em Halona em 1643.
Antes da Revolta Puebla de 1680, os Zunis viveram em seis vilas diferentes. Depois da revolta, até 1692, eles se refugiaram em uma posição defensiva em Dowa Yalanne, uma habitação íngreme a 5 quilômetros (3,1 milhas) ao sul das atuais habitações do povo Zuni; Dowa significa "milho", e yalanne significa "montanha". Depois do estabelecimento da paz e do retorno dos espanhóis, os Zuni se realocaram a sua atual localização, retornando ao topo da mesa em 1703.
Os Zunis eram autossuficientes durante a metade do século XIX, mas encarou ataques dos Apaches, dos Navajos, e dos Índios das planicies. Suas reservas foram oficialmente reconhecidas pelo governo dos Estados Unidos em 1877. Gradualmente, os Zunis plantaram menos e passaram a utilizar o pastoreio de gado e ovelhas como um meio de desenvolvimento econômico.
Frank Hamilton Cushing, um antropólogo pioneiro associado com a Smithsonian Institution, viveu com os Zunis de 1879 a 1884. Ele foi um dos primeiros observadores participantes e um etnologista.
Uma controvérsia durante o inicio dos anos 2000 foi associada com a oposição Zuni à construção de uma mina de carvão perto do Lago Salgado Zuni. Um site disse que o lago é considerado sagrado pelos Zunis e sob o controle deles. A mina teria extraído água do aquífero abaixo do lago e teria envolvido uma construção entre o lago e os Zuni. O plano foi esquecido em 2003 depois da aprovação de diversas leis.

## Cultura

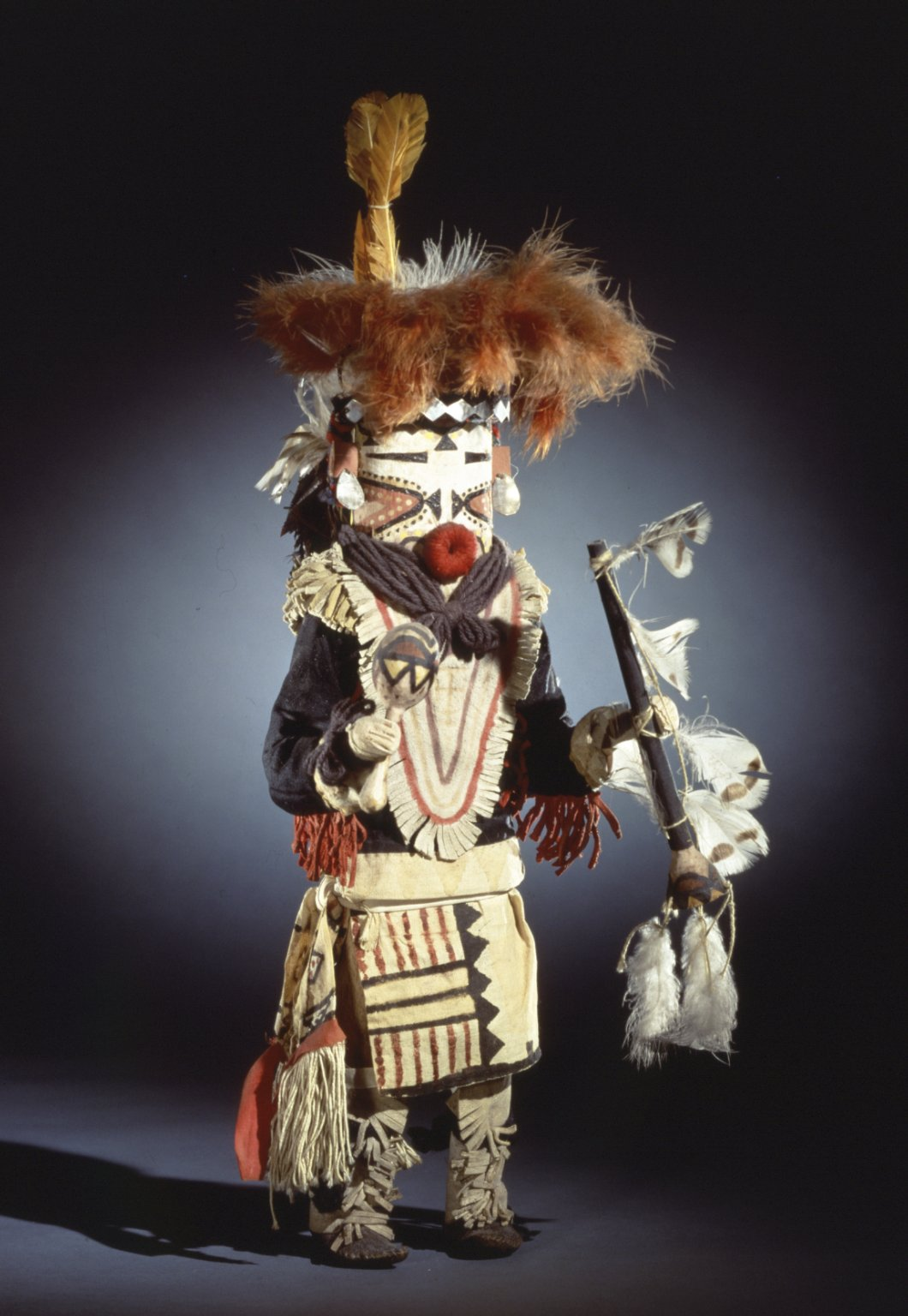
She-we-na (Zuni Pueblo). Boneca Kachina (Paiyatemu), Final do século XIX. Brooklyn Museum

Os Zunis tradicionais falam a língua Zuni, uma língua isolada que não tem nenhuma relação conhecida com qualquer outra língua nativo americana. Linguistas acreditam que os Zunis mantiveram a integridade da sua língua durante pelo menos sete mil anos. Mas os Zunis pegaram emprestado algumas palavras da línguas Keresan, Hopi, e Pima principalmente de religião e de observações religiosas. Os Zuni continuam praticando seu sistema religioso tradicional com cerimônias e danças regulares, com um sistema de crenças independente e único.
Os Zunis eram e são um povo tradicional que vive da agricultura de irrigação. Seu sucesso como uma economia agrícola no deserto é resultado de cuidados na produção e na conservação de recursos, do mesmo modo que um complexo sistema de apoio da comunidade. Muitos dos Zunis contemporâneos também se mantêm com a venda de artes tradicionais. Alguns Zunis vivem em povoados tradicionais, enquanto outros vivem em casa modernas construídas com adobe e blocos de concreto. Sua localização é relativamente isolada, mas eles são receptivos a turistas respeitosos.
A feira Tribal Zuni Tribal Fair e o rodeio acontecem na terceira semana de agosto. Os Zunis também participam da Cerimônia Intertribal Gallup, normalmente ocorrida no início ou no meio de agosto.

### Religião
Religião é um ponto central no modo de vida dos Zuni. Suas crenças religiosas são centradas nas suas crenças mais poderosas.
Os Zunis têm um ciclo de cerimônias religiosas. A vida de cada pessoa é marcada por cerimônias importantes para celebrar a passagem de certos marcos. Nascimento, crescimento, casamento e morte são especificamente celebrados.
Os Zunis fazem uma peregrinação religiosa a cada quatro anos com os pés descalços para Kołuwala:wa, também chamado de Paraíso Zuni ou Vilarejo de  Kachina: uma porção de terra da reserva Zuni de 12 482 acres (50,51 quilômetros quadrados) a 60 milhas (97 quilômetros) a sudoeste do povo Zuni. A cerimônia de quatro dias ocorre em alguma época do Solstício de Verão. Ele tem sido praticada há milhares de anos e é bem conhecida pela população local.
Outra cerimônia que é conduzida há séculos pelos Zunis e outras tribos do sudoeste é feita no Lago Salgado Zuni. Eles colhem do lago durante os meses secos e celebram cerimônias religiosas. O lago é nomeado em homenagem à Mãe do sal, Ma'l Okyattsik'i, e era visitado por diversos povos antigos.
A passagem dos tempos, ou rito de passagem, é celebrado de forma diferente para homens e mulheres. Uma garota que está pronta para se declarar uma moça vai na casa da sua avó paterna cedo de manhã e debulha milho o dia todo. O milho é uma comida sagrada para os Zunis e faz parte da sua alimentação. A garota está declarando que ela está pronta para desempenhar um papel no bem-estar de seu povo.
Quando é a vez de um garoto se tornar um homem, ele será guiado debaixo da asa de um "pai" espiritual, selecionados pelos pais. Este irá instruir o menino durante a cerimônia que seguir. O menino vai passar por certos ritos de iniciação para entrar na sociedade dos homens. Ele vai aprender a assumir deveres religiosos, seculares ou políticos dentro dessa ordem.